# ポール・ハートリー
ポール・ジェイムズ・ハートリー（Paul James Hartley, 1976年10月19日 - ）は、スコットランド・ハミルトン出身の元同国代表サッカー選手、現サッカー指導者。現役時代のポジションはMF。現在はスコティッシュ・チャンピオンシップのフォルカークFCの監督を務めている。

## 経歴
2011年5月17日、SFLサード・ディヴィジョン（4部相当）への降格が決定していたアロア・アスレティックFCに選手兼任監督として招聘された。指導者1年目のシーズンでクラブをリーグ優勝に導いた。
2014年1月18日にアロアを去り、翌月5日にはダンディーFCの監督に就任した。2016-17シーズン終盤、クラブは7連敗を喫し昇降格プレーオフ圏内に低迷。2017年4月17日に解任されることが発表された。
2017年10月4日にフォルカークFCの監督に就任した。

## タイトル

### 選手時代
ハイバーニアン
- SFLファースト・ディヴィジョン（英語版）: 1998-99

ハーツ
- スコティッシュカップ : 2006

セルティック
- スコティッシュ・プレミアリーグ : 2006-07, 2007-08
- スコティッシュカップ : 2007
- スコティッシュリーグカップ : 2009

### 指導者時代
アロア
- SFLサード・ディヴィジョン : 2011-12

ダンディー
- スコティッシュ・チャンピオンシップ: 2013-14